# Наука заради миру і безпеки
Наука заради миру і безпеки (англ. Science for Peace and Security, SPS) — програма НАТО, яка першочергово націлена на посилення євроатлантичної та міжнародної безпеки шляхом застосування найкращих наукових і технічних знань і досвіду для прийняття рішень з питань, що становлять взаємний інтерес для Організації Північноатлантичного договору і її партнерів. Програма сприяє посиленню безпеки НАТО та країн-партнерів Альянсу акумулюючи зусилля світової спільноти для подолання сучасних викликів безпеці та стабільності у світі.
Програма була затверджена 28 червня 2006 року на засіданні Північноатлантичної ради, яка підтримала пропозицію країн-членів Альянсу щодо створення нового Комітету НАТО з науки заради миру та безпеки, який став результатом ініціативи по реструктуризації робочих органів Альянсу та злиття Наукового комітету НАТО та Комітету з викликів сучасному суспільству.

## Структура
Оцінку і відбір проектних пропозицій здійснюють дорадчі ради, які розглядають заявки на участь країн-членів та держав-партнерів Альянсу. Дорадчі ради охоплюють чотири виміри:

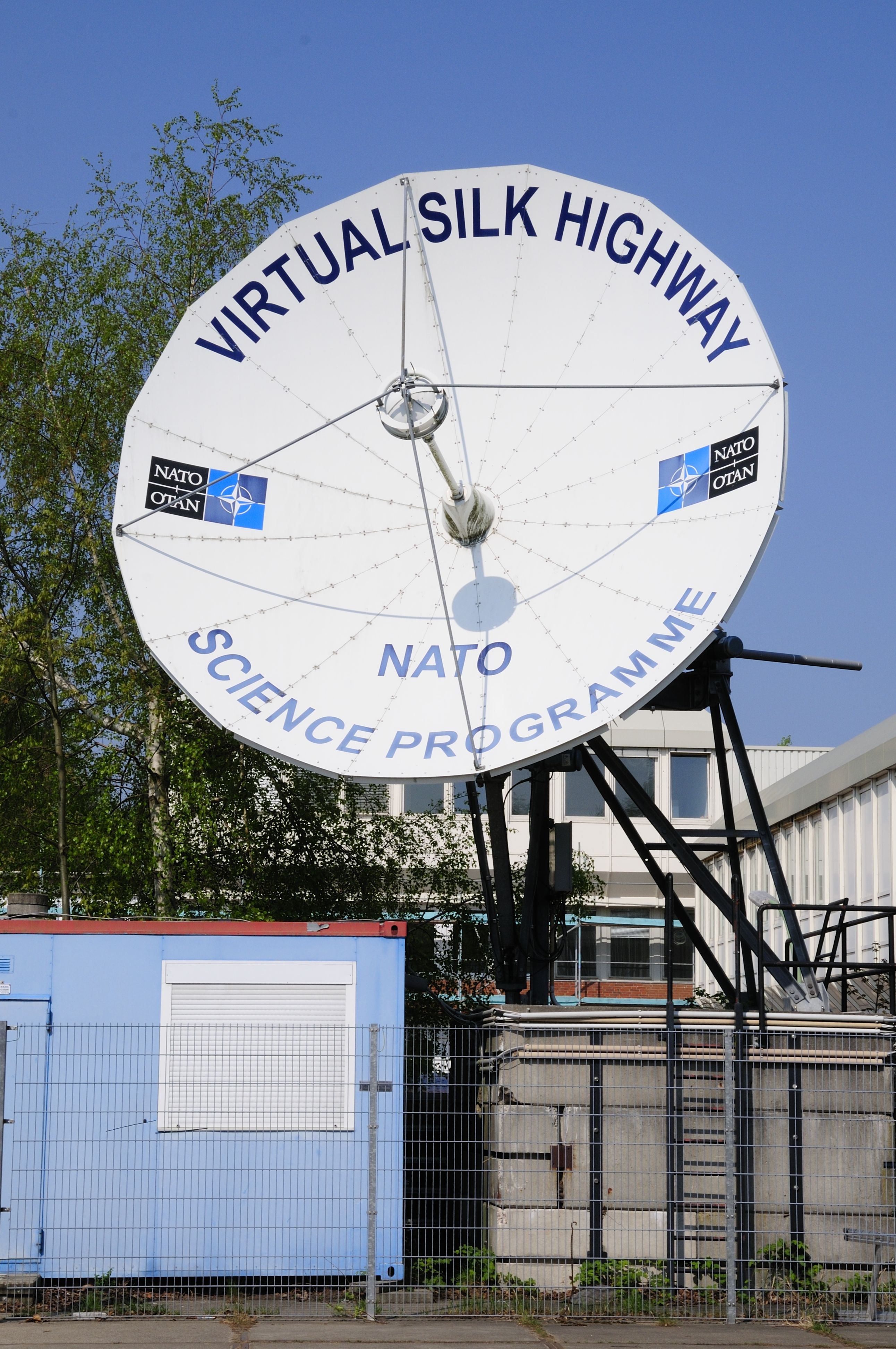
Супутникова антена «Virtual Silk Highway» в науковому центрі DESY створена у рамках Програми «Наука заради миру»

- Хімія/Біологія/Фізика;
- Інформаційна безпека;
- Екологічна безпека;
- Людські ресурси.

## Основні напрямки
Ключовими пріоритетними напрямками програми на сьогодні є:
- Боротьба з тероризмом;
- Енергетична безпека;
- Захист кіберпростору;
- Захист від хімічної, біологічної, радіоактивної та ядерної зброї;
- Охорона довкілля;
- Передові оборонні технології;
- Безпека кордонів та портів;
- Безпека людини та соціальні аспекти безпеки.

## Гранти
З метою більш тісної співпраці між науковцями країн-членів НАТО і партнерами Альянсу, а також з метою фінансування наукових досліджень в галузі безпеки програма щорічно виділяє наступні гранти:
- Гранти на розвиток передових студій, створення у перспективі центрів науково-дослідницького спрямування (ASI);
- Гранти на проведення прогресивних навчальних курсів (АТС);
- Гранти на проведення науково-дослідних семінарів (ARW);
- Гранти на реінтеграцію для молодих науковців (RIG);
- Гранти на створення інфраструктури комп'ютерних мереж (NIG);
- Гранти на проведення семінарів з вдосконалення комп'ютерних та телекомунікаційних мереж (ANW)[6].